# جاك باديلي
جاك باديلي (بالإنجليزية: Jack Baddeley)‏ هو نقابي وسياسي أسترالي، ولد في 20 نوفمبر 1881 في بورسلم في المملكة المتحدة، وتوفي في 1 يوليو 1953 في أستراليا. حزبياً، نشط في حزب العمال الأسترالي. وقد انتخب نائب رئيس وزراء نيوساوث ويلز ‏ (16 مايو 1941 – 8 سبتمبر 1949) وانتخب عضو الجمعية التشريعية نيو ساوث ويلز عن دائرة Electoral district of Cessnock ‏ (8 أكتوبر 1927 – 8 سبتمبر 1949) وانتخب عضو الجمعية التشريعية نيو ساوث ويلز عن دائرة Electoral district of Newcastle ‏ (25 مارس 1922 – 7 سبتمبر 1927).